# Jaspis diastra
Jaspis diastra är en svampdjursart som först beskrevs av Jean Vacelet och Vasseur 1965.  Jaspis diastra ingår i släktet Jaspis och familjen Ancorinidae.
Artens utbredningsområde är Madagaskar. Inga underarter finns listade i Catalogue of Life.